# Afrika-Cup 2027
Der 36. Afrika-Cup (englisch 2027 Africa Cup of Nations, französisch Coupe d’Afrique des Nations 2027) soll 2027 stattfinden. Er wird von der Confederation of African Football (CAF) organisiert. Ausrichter sind Kenia, Tansania und Uganda.

## Ausrichtung
Der Ausrichter wurde  am 27. September 2023 in Kairo bekanntgegeben.

### Bewerber
- Ägypten
- Algerien – hat einen Tag vor der Vergabe seinen Rückzug bekanntgegeben[4]
- Botswana
- Kenia,  Tansania,  Uganda

### Interessenten
Mehrere Staaten hatten ihr Interesse zur Austragung des Turniers angekündigt. Eine Entscheidung über den Gastgeber sollte ursprünglich beim CAF-Gipfel (Ende 2022 oder Anfang 2023) in Kairo fallen.
- Botswana und  Namibia ( Sambia): Die beiden Länder im südlichen Afrika wollen eine gemeinsame Bewerbung einreichen. Eine dementsprechende Absichtserklärung wurde Anfang Juni 2022 unterzeichnet. Botswana sollte etwa 60 Prozent, Namibia 40 Prozent der Spiele austragen.[6] In Namibia waren das Unabhängigkeitsstadion in Windhoek und der Zentrale Sportplatz (Vineta-Stadion) in Swakopmund vorgesehen. Beide sollten im Falle einer erfolgreichen Bewerbung ausgebaut werden.[7] Der gemeinsamen Bewerbung Botswanas und Namibias wurde von CAF-Präsident Patrice Motsepe eine gute Chance eingeräumt.[8] Botswana hatte ein Budget von 1,134 Milliarden Pula vorgesehen.[9] Im März 2023 wurde erstmals mitgeteilt, dass womöglich mit Sambia ein drittes Land in die Bewerbung einbezogen werden soll.[10] Namibia zog sich von der gemeinsamen Bewerbung im April 2023 zurück.[11]
- Burkina Faso[12]
- Kenia gemeinsam mit anderen Staaten der Region[13]
- Marokko[14]
- Sambia[12]
- Senegal[12]
- Sierra Leone[15]
- Tansania[12] mit  Uganda[16]